# In Extremo
In Extremo é uma banda alemã de folk metal formada em Berlim em 1995, de um grupo sem nome (o nome foi sugerido por Michael "das Letze Einhorn" Rhein). Eles mesclam instrumentos medievais com guitarras e instrumentos tradicionais do rock e do heavy metal, fazendo o estilo mitteirland metal. A banda, às vezes chamada de InEx, já tocou junto de Báthory e Corvus Corax. 

## Biografia
A banda foi formada com músicos procedentes de diferentes bandas da Alemanha Ocidental. Versões de clássicas músicas medievais compõem a parte principal do repertório, mas com o tempo incluíram mais de seu próprio material em alemão. Dentre os idiomas dessas músicas medievais estão espanhol, galego-português, inglês, norueguês, sueco, islandês, francês, latim e alemão medieval.
In Extremo começou como dois projetos: uma banda sem nome, puramente medieval, e uma banda de rock. Eles ficaram conhecidos então por aparições frequentes em feiras medievais, nas quais tocavam seus trabalhos acústicos e vendiam CDs das suas interpretações de canções tradicionais. Durante a gravação para a temporada de 1995, Michael Rhein (pseudônimo Das Letzte Einhorn, “O último unicórnio”) encontrou o nome para o projeto “In Extremo” que em latim, quer dizer no final (muitas vezes abreviado como InEx ou IE).

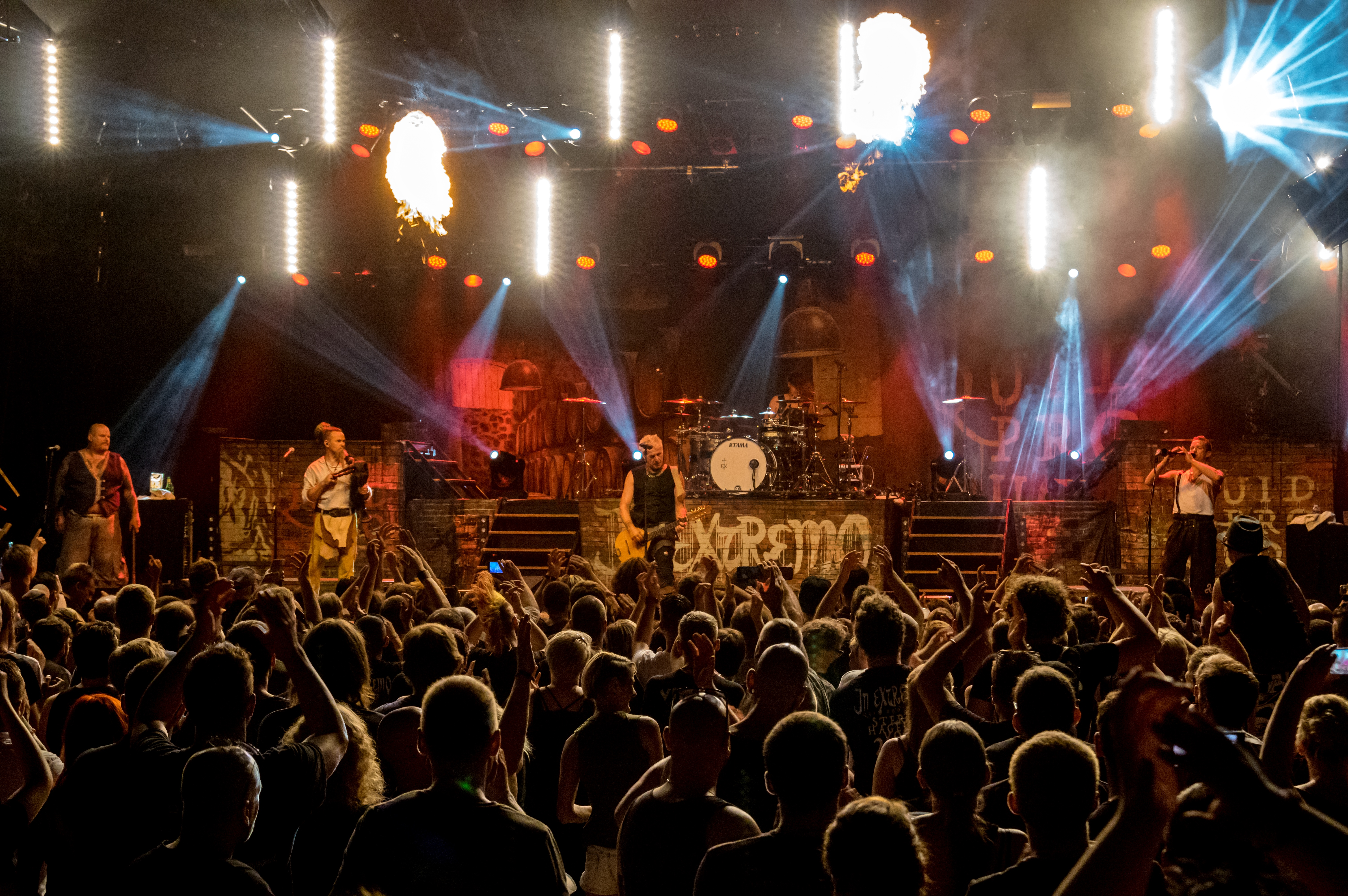
In Extremo, Zelt-Musik-Festival em 2018 Freiburg, Alemanha

A maior parte dos membros da banda se apresenta sob nomes artísticos. Os membros iniciais da banda medieval foram Das Letzte Einhorn (vocais), Flex Der Biegsame ("Flex, o flexivel", Marco Ernst-Felix Zorzytzky; gaita-de-foles), Dr. Pymonte (André Strugala; gaita-de-fole), Die Rote Füchsin (“A Raposa Vermelha”, Conny Fuchs; gaita-de-fole, que deixou a banda antes do lançamento oficial por ter ficado grávida de Pymonte) e Sen Pusterbalg (substituído um pouco depois do lançamento por Yellow Pfeiffer, "Gaita Amarela", gaita-de-fole). A banda de rock originalmente compunha-se de Thomas Der Münzer ("Thomas o batedor", Thomas Mund; guitarra), Der Morgenstern ("A estrela da manhã", Reiner Morgenstern; bateria), e Die Lutter (Kay Lutter; baixo). Der Münzer posteriormente deixou a banda e, desde 2007, o guitarrista é Der Lange ("O longo"; Sebastian Oliver Lange). 
O número crescente de visitantes, o êxito de seus CDs, e o interesse popular, bem como a influência mútua de grupos como Corvus Corax e Bathory, encorajou o In Extremo em 1995 a começar uma banda que combina gaitas e outros instrumentos tradicionais com guitarras de rock. O resultado foi a formação atual da banda, um grupo de rock que integre instrumentos modernos como a bateria, baixo elétrico e guitarra, com os elementos acústicos anteriormente usados para canções medievais, e que toca ambos os tipos de músicas como também a junção das duas.
Em agosto de 1996, eles começaram a trabalhar em seu primeiro álbum, que já continha duas faixas do novo projeto de rock. Como o álbum não tinha nenhum nome oficial, ficou conhecido como “In Extremo Gold” por causa dos covers clássicos. Em fevereiro de 1997, como o single “Der Galden”, se esgotou rapidamente nos mercados de peças medievais.
In Extremo tocou separadamente como uma banda medieval e outra de rock até 29 de março de 1997, quando eles se apresentaram no seu primeiro show. Desde então consideram está data a sua fundação. Os dois grupos foram oficialmente unidos no dia 11 de janeiro de 1998. Em abril do mesmo ano tiveram seu primeiro show a um grande público no castelo de Rabenstein, em Brandenburg.
Durante os anos, a música deles tornou-se mais pesada, ficando ao mesmo tempo cada vez mais bem sucedidos comercialmente. Os instrumentos clássicos, sobre tudo a gaitas-de-fole, charamela (espécie de flauta) e alaúde (espécie de viola) ainda desempenham um grande papel. A banda é também atenta aos seus trajes no palco e conhecida por usar pirotecnia nos shows, incluindo Der Morgenstern tocando pratos incendiados.

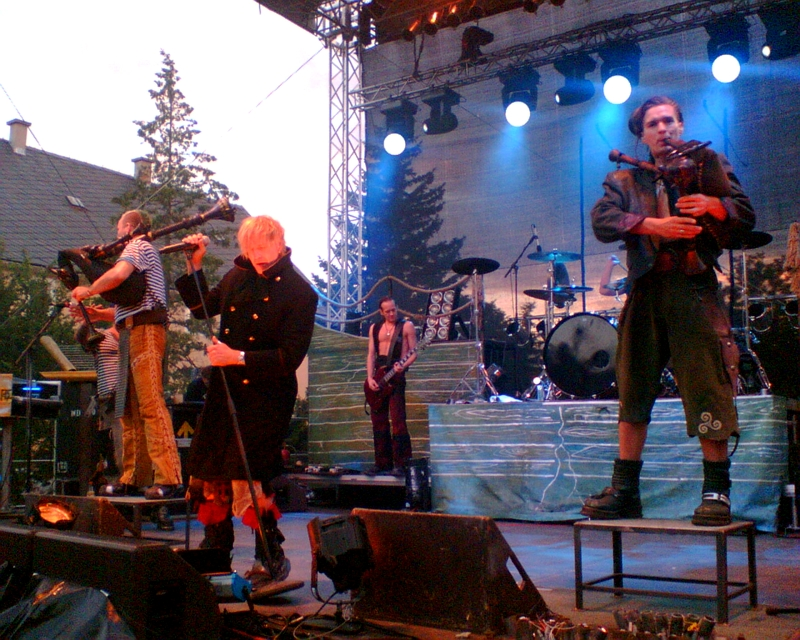
In Extremo no Königstein Fortress, 2007

Além de guitarra elétrica, baixo e bateria, o In Extremo define-se pelo não convencional (para uma banda de rock) uso de instrumentos de origem medieval principalmente.Incluem o realejo, gaita-de-fole, gaita irlandesa, charamela, viola de teclas, harpa, cistre, tromba marina, saltério martelado, Klangbaum, e vários tipos de tambores e percussão. As gaitas-de-fole são as mais notáveis desses instrumentos, como Dr. Pymonte, Yellow Pfeiffer e Flex der Biegsame tocam, às vezes todos ao mesmo tempo. Todos da banda tocam múltiplos instrumentos, e freqüentemente os trocam durante as músicas. Das Letzte Einhorn toca um cistre, como em Ai Vis A Lo Lop.
As gaitas-de-fole foram parcialmente feitas por Dr. Pymonte, pois também são construídas por um construtor de gaitas bem conhecido. A banda também usa um tambor de armação feito sob encomenda coberto na pele de zebra, chamado “Das Pferd” (o cavalo). A maior parte dos outros instrumentos acústicos, tais como a charamela, são feitos por alguns outros construtores de instrumento.
Algumas letras não são escritas pela banda, mas vêm — como os instrumentos — de canções tradicionais escritas durante a Idade Média e Renascença (entre os séculos VIII e XV). Assim as letras são de línguas “mortas”, como o latim, ou dialetos arcaicos do alemão e outros; estas línguas não são compreensivelmente totalmente dominadas pelos membros de banda. As línguas mais freqüentemente usadas incluem o islandês, sueco arcaico, francês arcaico, alto alemão medieval, alto alemão arcaico e latim.
Muitas letras desse repertório medieval vêm de escritas da Igreja (como Merseburger Zaubersprüche, Wessebronner Gebet), escrituras beneditinas (Raue See) ou são de autores desconhecidos, ajustados pela banda (Tannhuser, Poc Vecem). Freqüentemente a banda também usa músicas de Carmina Burana, uma coleção medieval de canções, também letras escritas pelo poeta francês do século XV François Villon (Rotes Haar, Erdbeermund, traduzidas para o alemão por Paul Zech).
A banda também usa poemas mais recentes, como os de Johann Wolfgang von Goethe (como Der Rattenfänger) e Ludwig Uhland, que escreveu Des Sängers Fluch, “ A Maldição do Cantor” — que In Extremo modificou para ser chamar Spielmannsfluch, “A maldição do Menestrel”. Para o álbum Mein Rasend Herz, a banda originalmente escreveu a letra de Liam em alemão, depois foi traduzida para a língua gaélica por Rea Garvey, que também participou na gravação cantando.

## Integrantes
| Alcunha                                  | Nome                        | Nascimento | Instrumento                                                          |
| ---------------------------------------- | --------------------------- | ---------- | -------------------------------------------------------------------- |
| Das Lezte Einhorn ("O Último Unicórnio") | Michael Robert Rhein        | 22/05/1964 | Vocal, Bandolim, Chifre                                              |
| Die Lutter ("O Escolhido")               | Kay Lutter                  | 24/09/1965 | Baixo, Bumbo                                                         |
| Der Lange ("O Grande")                   | Sebastian Lange             | 21/01/1971 | Guitarra                                                             |
| Flex der Biegsame ("Flex, o Flexível")   | Marco Ernst-Felix Zorzytzky | 04/12/1972 | Gaita-de-Fole, Schalmei, Drehleier, Gaita Irlandesa, Flauta e Chifre |
| Dr. Pymonte ("Doutor Pymonte")           | Andre Strugalla             | 05/07/1962 | Gaita-de-Fole, Flauta, Schalmei, Harpa, Sintetizações                |
| Yellow Pfeiffer ("O Gaiteiro Dourado")   | Boris Pfeiffer              | -          | Gaita-de-Fole, Flauta, Schalmei, Nickelharpa                         |

## Discografia
Álbuns
- 1997 - In Extremo Gold
- 1998 - Hameln ("Hamelin")
- 1998 - Weckt die Toten ("Acordem os mortos")
- 1998 - Die Verrückten sind in der Stadt ("Os loucos estão na cidade")
- 1999 - Verehrt und Angespien ("Honrado e Brigado")
- 2001 - Sünder ohne Zügel ("Pecadores sem Rédeas")
- 2002 - In Extremo - Live
- 2003 - Sieben (Sete)
- 2005 - Mein Rasend Herz ("Meu Coração Furioso")
- 2006 - Raue Spree ("Spree selvagem")
- 2006 - Kein Blick Zurück ("Sem olhar para trás")
- 2008 - Sängerkrieg ("Guerra de cantores")
- 2008 - Sängerkrieg Akustik Radio Show
- 2011 - Sterneneisen
- 2013 - Kunstraub

## Videografia
Videoclipe
- "This Corrosion" (Verehrt und Angespien)
- "Vollmond" (Sünder ohne Zügel)
- "Wind" (Sünder ohne Zügel)
- "Erdbeermund" (7)
- "Küss Mich" (7)
- "Horizont feat. Marta Jandová" (Mein rasend Herz)
- "Nur Ihr Allein" (Mein rasend Herz)
- "Frei zu Sein" (Sängerkrieg)

DVDs
- Live 2002 (2002)
- Raue Spree 2005 (2006)
- Sängerkrieg Akustik Radio-Show (2008)
- Am Goldenen Rhein (2009)